# Film by the Sea
Film by the Sea is een filmfestival dat jaarlijks in september in Vlissingen wordt gehouden.

## Achtergrond
Film by the Sea is ontstaan in 1999. Het biedt zowel voorpremières van de grote commerciële films als arthousefilms die nog geen distributeur in Nederland hebben. Het festival profileert zich vooral met boekverfilmingen, waaraan de jaarlijkse competitie is verbonden. Film by the Sea wordt gehouden in de Vlissingse bioscoop Cine City en trekt de laatste edities ongeveer 45.000 bezoekers per jaar.
In 2003 en 2004 diende Scheveningen als dependance, zonder veel succes. In 2011 en 2012 was Terneuzen als tweede locatie aan het festival toegevoegd, maar daar sloeg het evenmin echt aan. Sinds 2020 fungeren de filmhuizen in Zeeland en in Bergen op Zoom als satellietlocaties. Film by the Sea verzorgt ook de inhoudelijke programmering van een gelijknamig festival op Schiermonnikoog, dat in januari 2020 voor het eerst werd gehouden. 
Drijvende kracht achter Film by the Sea was vanaf het begin artistiek directeur Leo Hannewijk, die van 2009 tot en met 2011 ook verantwoordelijk was voor het International Film Festival Breda. Hij kondigde in juni 2018 zijn vertrek aan en werd per 1 november 2018 opgevolgd door Jan Doense.
Buiten het Zeeuwse festival om worden zowel in Vlissingen als in Terneuzen en in andere Zeeuwse filmtheaters wekelijks nieuwe films als voorpremière vertoond.

## Film en Literatuur Award
De competitie, die bestaat sinds 2000, is gewijd aan boekverfilmingen. De winnaars tot nu toe zijn:
| Jaar | Winnaar                                        | Regisseur                | Land                | Juryleden |
| ---- | ---------------------------------------------- | ------------------------ | ------------------- | --- |
| 2000 | Angels of the Universe                         | Fridrik Thor Fridriksson | IJsland             | Frans Weisz, Renee Soutendijk, Judith Herzberg en Thom Hoffman |
| 2001 | The Weight of Water                            | Kathryn Bigelow          | Verenigde Staten    | Fons Rademakers (voorzitter), Rinus Ferdinandusse, Marion Bloem, Nouchka van Brakel en Erik de Bruyn                                                                  |
| 2002 | Burning in the Wind                            | Silvio Soldini           | Italië              | Rinus Ferdinandusse (voorzitter), Digna Sinke, Jos Stelling, Remco Campert, Kees van Beijnum en Kristien Hemmerechts                                                  |
| 2003 | Mang Jing                                      | Li Yang                  | China               | Rinus Ferdinandusse (voorzitter), Connie Palmen, Lili Rademakers, Peter van Bueren, Ate de Jong, Ronald Giphart en Geert Mak                                          |
| 2004 | Witnesses                                      | Vinko Bresàn             | Kroatië             | Rinus Ferdinandusse (voorzitter), Manon Uphoff, Heleen van Royen, Jasperina de Jong, Pieter Verhoeff, Ineke Houtman en Hans van Mierlo                                |
| 2005 | Le Couperet (The Ax)                           | Constantin Costa-Gavras  | Frankrijk           | Rinus Ferdinandusse (voorzitter), Mensje van Keulen, Helga Ruebsamen, Martin Bril, Mimoun Oaïssa en Karim Traïdia                                                     |
| 2006 | Mother of Mine                                 | Klaus Härö               | Finland             | Rinus Ferdinandusse (voorzitter), Jan Brokken, Annejet van der Zijl, Marleen Gorris, Tommy Wieringa, Willeke van Ammelrooy en Herman Koch                             |
| 2007 | Border Post                                    | Rajko Grlic              | Kroatië             | Rinus Ferdinandusse (voorzitter), Chiem van Houweninge sr., Sylvia Kristel, Tessa de Loo, Peter van Straaten en Alex van Warmerdam                                    |
| 2008 | Entre Les Murs                                 | Laurent Cantet           | Frankrijk           | Rinus Ferdinandusse (voorzitter), Maria Goos, Thekla Reuten, Christine Otten, Gerbrand Bakker en Ben Verbong                                                          |
| 2009 | Le Hérisson                                    | Mona Achache             | Frankrijk           | Rinus Ferdinandusse (voorzitter), Marjolein Beumer, Nelleke Noordervliet, Tania Heimans, Nazmiye Oral, Max van Praag en Pierre Bokma                                  |
| 2010 | Submarino                                      | Thomas Vinterberg        | Denemarken          | Rinus Ferdinandusse (voorzitter), Johanna ter Steege, Rosita Steenbeek, Marjan Berk, Kees van Kooten, Mark de Cloe en Franca Treur                                    |
| 2011 | Oranges and Sunshine                           | Jim Loach                | Verenigd Koninkrijk | Rinus Ferdinandusse (voorzitter), Paul Verhoeven, Sylvia Hoeks, Peter Buwalda, Stine Jensen, Maria Peters en Marieke van der Pol                                      |
| 2012 | Shadow Dancer                                  | James Marsh              | Verenigd Koninkrijk | Rinus Ferdinandusse (voorzitter), Liz Snoijink, Michiel Romeyn, Jacques van Heijningen, Sonia Herman Dolz, Jan van Mersbergen, Abdelkader Benali en Jessica Durlacher |
| 2013 | The Attack                                     | Ziad Doueri              | Libanon             | Rinus Ferdinandusse (voorzitter), Adriaan van Dis, Huub van der Lubbe, Mijke de Jong, Monic Hendrickx en Tatjana van Zanten                                           |
| 2014 | I Won't Come Back                              | Ilmar Raag               | Estland             | Adriaan van Dis (voorzitter), Carolijn Visser, René Appel, Carine Crutzen, Jan Decleir en Heddy Honigmann                                                             |
| 2015 | A Perfect Day                                  | Fernando León de Aranoa  | Spanje              | Adriaan van Dis (voorzitter), Olga Zuiderhoek, Dimitri Verhulst, Michiel van Erp, Joke van Leeuwen, Jan Vantoortelboom en Marina Blok                                 |
| 2016 | Original Bliss                                 | Sven Taddicken           | Duitsland           | Adriaan van Dis (voorzitter), Saskia Noort, Winnie Sorgdrager, Yentl Schieman, Annelies Verbeke, André van Duren en Jaap Robben                                       |
| 2017 | Homecoming (1945)                              | Ferenc Török             | Hongarije           | Adriaan van Dis (voorzitter), Ariane Schluter, Hans Maarten van den Brink, Oek de Jong, Paula van der Oest, Peter Slager en Robert Jan Westdijk                       |
| 2018 | Das schweigende Klassenzimmer                  | Lars Kraume              | Duitsland           | Adriaan van Dis (voorzitter), Hanna Bervoets, Mike van Diem, Ida Does, Hetty Naaijkens-Retel Helmrich, Antoinette Beumer, Alex Boogers en Marieke Lucas Rijneveld     |
| 2019 | Ghost Town Anthology                           | Denis Côté               | Canada              | Stine Jensen (voorzitter), Henny Vrienten, Maartje Wortel, Rudolf van den Berg en Genelva Krind                                                                       |
| 2020 | Deutschstunde                                  | Christian Schwochow      | Duitsland           | Stine Jensen (voorzitter), Thomas Rosenboom, Babs Gons, Joyce Roodnat en Esmé Lammers                                                                                 |
| 2021 | Persian Lessons                                | Vadim Perelman           | Rusland             | Jaap Robben (voorzitter), Jan Verheyen, Sabri Saad El-Hamus, Nhung Dam en Gerda Blees                                                                                 |
| 2022 | Ouistreham (Entre deux mondes)                 | Emmanuel Carrère         | Frankrijk           | Mijke de Jong (voorzitter), Victor Löw, Vamba Sherif, Roel Van Bambost en Roberta Petzoldt                                                                            |
| 2023 | Wann wird es endlich wieder so, wie es nie war | Sonja Heiss              | Duitsland           | Monic Hendrickx (voorzitter), Eva Cools, Peter van Dongen, Wim Hofman en Bodil de la Parra                                                                            |
| 2024 | Poison                                         | Désirée Nosbusch         | Luxemburg           | Jos Stelling (voorzitter), Nathalie Pagie, Elte Rauch, Ilona van Genderen Stort en Daniël Boissevain                                                                  |
| 2025 |                                                |                          |                     | Digna Sinke (voorzitter), Corine Nijenhuis, Shariff Nasr, Maarten Inghels en Martin Rombouts                                                                          |

## Openingsfilms
- 1999: The Delivery van Roel Reiné
- 2000: U-571 van Jonathan Mostow
- 2001: Captain Corelli's Mandolin van John Madden
- 2002: Bend It Like Beckham van Gurinder Chadha
- 2003: Calendar Girls van Nigel Cole
- 2004: Eternal Sunshine of the Spotless Mind van Michel Gondry
- 2005: Don't Come Knocking van Wim Wenders
- 2006: Scoop van Woody Allen
- 2007: Een manier om thuis te komen: Umoja live van Chiem van Houweninge Jr. en Peter Slager
- 2008: Burn After Reading van Joel en Ethan Coen
- 2009: De Storm van Ben Sombogaart
- 2010: The American van Anton Corbijn
- 2011: Midnight in Paris van Woody Allen
- 2012: Beasts of the Southern Wild van Benh Zeitlin
- 2013: Gabrielle van Louise Archambault
- 2014: Dorsvloer vol confetti van Tallulah Hazekamp Schwab
- 2015: A Royal Night Out van Julian Jarrold
- 2016: Florence Foster Jenkins van Stephen Frears
- 2017: In Blue van Jaap van Heusden
- 2018: Becoming Astrid van Pernille Fischer Christensen en Kim Fupz Aakeson
- 2019: La Belle Époque van Nicolas Bedos
- 2020: My Salinger Year van Philippe Falardeau
- 2021: Ninjababy van Yngvild Sve Flikke
- 2022: Good Luck to You, Leo Grande van Sophie Hyde
- 2023: Perfect Days van Wim Wenders
- 2024: Een schitterend gebrek van Michiel van Erp
- 2025: Partir un jour van Amélie Bonnin

## Career Achievement Award
Het festival eert regisseurs en acteurs met een grote staat van dienst regelmatig met een oeuvreprijs. Deze heet sinds 2019 Career Achievement Award. Eerder werd deze Lifetime Achievement Award, Grand Acting Award of Grand Director Award genoemd. De laureaten zijn:
- 2000: Morgan Freeman
- 2003: Ettore Scola
- 2004: Miloš Forman & Saul Zaentz
- 2005: István Szabó
- 2006: Jonathan Demme
- 2007: Volker Schlöndorff, Ben Kingsley
- 2008: Jean-Pierre Dardenne & Luc Dardenne, Michael Nyqvist
- 2009: George Sluizer
- 2010: Jean-Claude Carrière
- 2011: Terence Davies, Paul Verhoeven
- 2012: Jim Sheridan, Robbe De Hert
- 2013: Jan Decleir
- 2014: Jan Troell, Rutger Hauer
- 2015: Monic Hendrickx
- 2016: Claudia Cardinale
- 2017: Bruno Ganz
- 2018: Sophia Loren
- 2019: Claude Lelouch
- 2020: Olga Zuiderhoek
- 2021: Frans Weisz
- 2022: Guillermo Arriaga
- 2023: Nastassja Kinski
- 2024: Raymond Thiry
- 2025: Monique van de Ven

## Publieksprijs
- 1999: A Love Divided van Syd Maccartney
- 2000: Innocence van Paul Cox
- 2001: A Song for Tibet van Xie Fei
- 2006: Son of Man
- 2007: El Hombre de Arena van José Manuel Gonzáles
- 2008: Young @ Heart van Stephen Walker
- 2009: Up van Pete Docter en Bob Petersen Daniels
- 2010: Zeeuwse Ridders van Jacomien Kodde
- 2011: The Help van Tate Taylor
- 2012: Voor ik doodga van Ol Parker
- 2013: The Purge van Antti Jokinen
- 2014: 12 Years a Slave van Steve McQueen
- 2015: In Your Arms van Samanou Acheche Sahlstrøm
- 2016: I, Daniel Blake van Ken Loach
- 2017: Ôtez-moi d'un doute van Carine Tardieu
- 2018: Das schweigende Klassenzimmer van Lars Kraume
- 2019: The Purity of Vengeance van Christoffer Boe
- 2020: Daniel van Niels Arden Oplev
- 2021: Nowhere Special van Uberto Pasolini
- 2022: Mediterraneo: The Law of the Sea van Marcel Barrena
- 2023: Rocco & Sjuul van Anna van der Heide. Een meteoriet op Walcheren van Fifi Visser werd verkozen tot favoriete Zeeuwse film.
- 2024: En fanfare van Emmanuel Courcol

## Award Jongerenjury
Sinds 2011 worden er ook films beoordeeld door een jury gevormd door jongeren.
- 2011: La piel que habito van Pedro Almodóvar
- 2012: Kompani Orheim van Arild Andresen
- 2013: The Weight of Elephants van Daniel Borgman
- 2014: The Tree (Drevo) van Sonja Prosenc
- 2015: Mustang van Deniz Gamze Ergüven
- 2016: The Student van Kirill Serebrennikov
- 2017: The Square van Ruben Östlund
- 2018: What will people say van Iram Haq
- 2019: La belle époque van Nicolas Bedos
- 2020: Slalom van Charlène Favier
- 2021: Sun Children van Majid Majidi
- 2022: Klondike van Maryna er Gorbach
- 2023: Je verrai toujours vos visages van Jeanne Herry
- 2024: Vingt Dieux van Louise Courvoisier

## International Student Jury Award
Sinds 2015 worden er ook films beoordeeld door een jury gevormd door studenten van HZ University of Applied Sciences (voorheen Hogeschool Zeeland) en University College Roosevelt (Middelburg).
- 2015: Viaje van Paz Fabrega
- 2016: Between Sea and Land van Manolo Cruz en Carlos del Castillo
- 2017: Patients van Mehdi Idir en Grand Corps Malade
- 2018: We the animals van Jeremiah Zagar
- 2019: Beats van Brian Welsh
- 2020: Antigone van Sophie Deraspe
- 2021: Kim Ji-young, Born 1982 van Kim Do-Young
- 2022: Mediterraneo: The Law of the Sea van Marcel Barrena
- 2023: Onder de blote hemel van Lilian Sijbesma
- 2024: Mi tía Gilma van Alexandra Henao

## PZC Award
Werd tussen 2009 en 2011 toegekend aan de beste literatuurverfilming van het voorgaande seizoen, gekozen door de lezers van de Provinciale Zeeuwse Courant.
- 2009: Oorlogswinter van Martin Koolhoven
- 2010: Precious van Lee Daniels
- 2011: Haar naam was Sarah van Gilles Paquet-Brenner

## Beste Zeeuwse films
- 2012: Wie de gunst aan een gitaar kan geven van Harm Jan Snijder
- 2013: Quarterlife van Marnix Ruben (juryprijs) en Er mot helemaal niks van Joop Menting (publieksprijs)
- 2014: Vuurrood van Isabel Lamberti (juryprijs) en De Wensmoeder van Daphne Koelma & Rein Borcheld (publieksprijs)
- 2015: Springtij van Jeannice Adriaansens (juryprijs) en Zeeland Suite van Joost Kuiper (publieksprijs)
- 2016: Het laatste kunstje van Jacomien Kodde (juryprijs) en Paradijs Glaswater van Fifi Visser (publieksprijs)
- 2017: Niet uitgereikt
- 2018: Ceres van Janet van den Brand (juryprijs) en Van verlies kun je niet betalen van Helge Prinsen (publieksprijs)
- 2019: Operatie Oosterschelde van Joop Span (zowel jury- als publieksprijs)
- 2020: Boeren broeders van Jules Mathôt (beste korte documentaire) en Ik ben er even niet van Maartje Nevejan (beste lange documentaire)
- 2021: Leven met Lyme van Rosan Stoutjesdijk (beste korte documentaire) en Een fantast van Rob Maaskant en Paco Maaskant
- 2022: Eindelienge van Hoekman Brothers (beste lange documentaire) en 5 uur en 35 minuten. Alles voor de Bocuse d’Or van Remie Openeer (beste korte documentaire)
- 2023: De Idealenwijk van Jacomien Kodde (beste lange documentaire) en Ben jij bij mij van Mark Lindenberg en Sophia van Ghesel Grothe (beste korte documentaire)
- 2024: Ik was zo bang van Bart Grimbergen (beste lange documentaire) en Houtgreep van Simone Gideonse (beste korte documentaire)

## Lions Club Vlissingen Award
Prijs voor beste Zeeuwse film die op het festival in première is gegaan. Sinds 2020 bestemd voor de beste Zeeuwse fictiefilm.
- 2013: Tot de dood ons scheidt van Fifi Visser
- 2014: De bommenlegger van Ritthem van Patrick Bisschops
- 2015: De overkant van Marnix Ruben
- 2016: De tien van Renesse van Tjeerd Muller
- 2018: Van verlies kun je niet betalen van Helge Prinsen
- 2019: En ik van jou van Maarten Swaan
- 2020: Hazegrauw van Remco Texer
- 2021: Terug naar Zotteken Waes van Lobke de Boer
- 2022: Sex Sells van Rudi Brekelmans
- 2023: De laatste lente van Thijs Visser
- 2024: Sous vide van Misja Overberg

## Le Prix Vive le Cinéma! (2013-2022)
Prijs voor de beste Franstalige film van 2013 tot en met 2022 (ingesteld door Alliance Française Cœur de Zélande op initiatief van de directeur des cours Willem Millenaar ism TV5MONDE). De prijs heette voorheen Prix TV5Monde en La Grenouille. Sinds 2023 is Vive le Cinéma! geen competitie meer, maar een programmalijn binnen het festival.
- 2013: Michael Kohlhaas van Arnaud des Pallières
- 2014: Les Combattants van Thomas Cailley
- 2015: Marguerite van Xavier Giannoli
- 2016: Juste la fin du monde van Xavier Dolan
- 2017: 120 battements par minute van Robin Campillo
- 2018: La Prière van Cédric Kahn
- 2019: Portrait de la jeune fille en feu van Céline Sciamma
- 2020: Kuessipan van Myriam Verreault
- 2021: Petite maman van Céline Sciamma
- 2022: Les Héroïques van Maxime Roy

## Sylvia Kristel Award (2014-2018)
Van 2014 tot en met 2018 werd deze prijs jaarlijks uitgereikt aan iemand die de gedachte aan Sylvia Kristel als cultureel fenomeen en inspiratiebron doet voortleven.
- 2014: Sylvia Hoeks
- 2015: Genevieve Gaunt
- 2016: Nina de la Parra
- 2017: Romy Louise Lauwers
- 2018: Wende Snijders

## Parel voor de beste boekverfilming (2014-2017)
Publieksprijs die van 2014 tot en met 2017 werd uitgereikt op initiatief van Stichting Collectieve Propaganda van het Nederlandse Boek. In aanmerking kwamen boekverfilmingen van het voorbije seizoen. De stemming verliep via internet.
- 2014: 12 Years a Slave van Steve McQueen, naar de gelijknamige autobiografie van Solomon Northup
- 2015: Still Alice van Richard Glatzer en Wash West naar de gelijknamige roman uit 2007 van Lisa Genova
- 2016: Publieke werken van Joram Lürsen naar de gelijknamige roman van Thomas Rosenboom
- 2017: Tonio van Paula van der Oest naar de gelijknamige roman van A.F.Th. van der Heijden

## Affiche
Film by the Sea nodigt al sinds de eerste editie elk jaar een andere kunstenaar/fotograaf uit om het affiche van het festival te ontwerpen.
- 1999: Micha Klein
- 2000: Anthon Beeke
- 2001: Anton Corbijn
- 2002: Erwin Olaf
- 2003: Photographics
- 2004: Photographics
- 2005: Rem van den Bosch
- 2006: Patricia Steur
- 2007: Keke Keukelaar
- 2008: Frans Jansen
- 2009: Thom Hoffman
- 2010: Kris Dewitte
- 2011: Paul en Menno de Nooijer
- 2012: Fjodor C. Buis
- 2013: Lex de Meester
- 2014: Mechteld Jansen
- 2015: Clea Betlem
- 2016: Ruden Riemens
- 2017: Bob Pingen
- 2018: Aat Veldhoen
- 2019: Paulina Matusiak
- 2020: Paulina Matusiak
- 2021: Rem van den Bosch
- 2022: Eva Bonneur
- 2023: Sjoera van der Horst
- 2024: Shayenne Kukler
- 2025: Jennah Kips